# Idel Ianchelevici
Idel Ianchelevici (n. 5 mai 1909, Leova, Imperiul Rus – d. 28 iunie 1994, Maisons-Laffitte, Île-de-France, Franța) a fost un sculptor și pictor franco-belgian de origine română. Stabilit din 1928 în Belgia, a fost numit membru de onoare din străinătate al Academiei Române în 1992. Una din sculpturile sale cele mai cunoscute este „Apelul” (1939). 

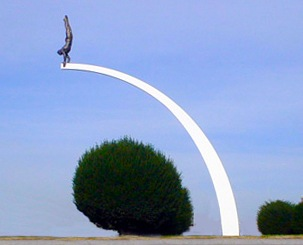
„Săltătorul” din portul fluvial al orașului Liège (Belgia).

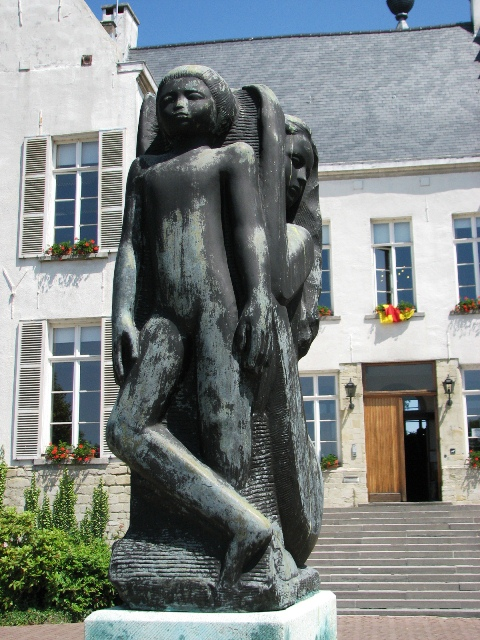
Wemmel
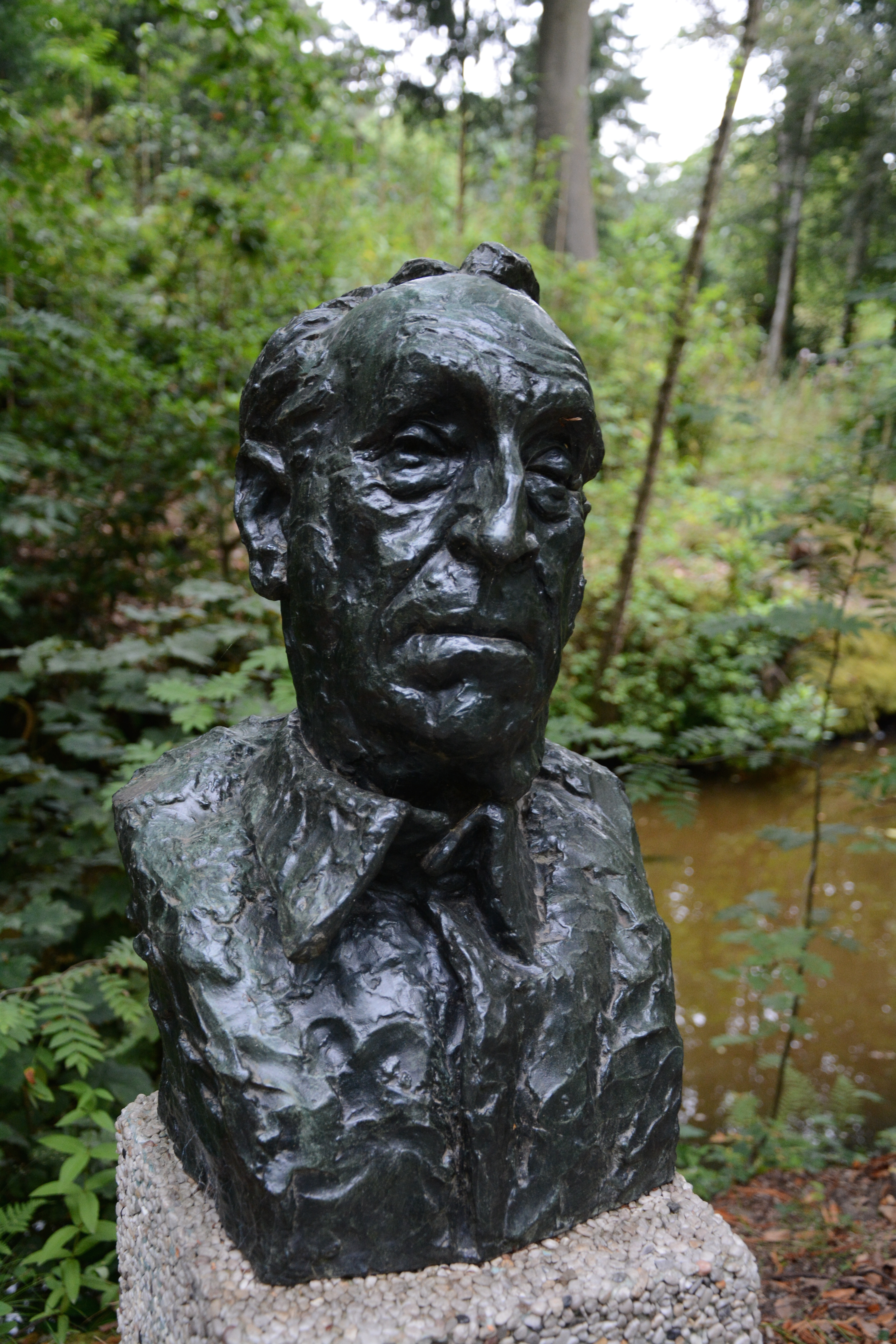
August Vermeylen
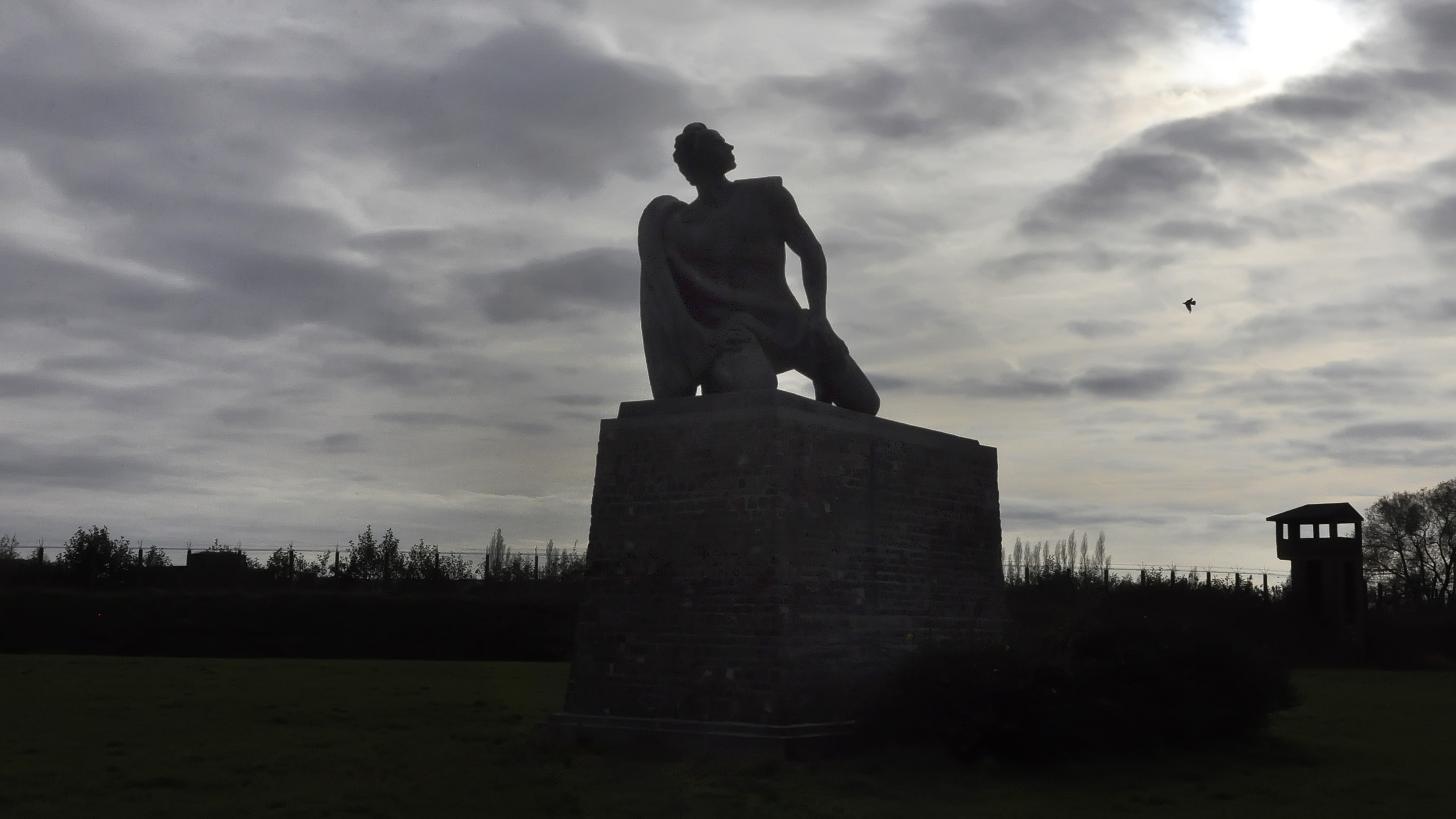
Breendonk
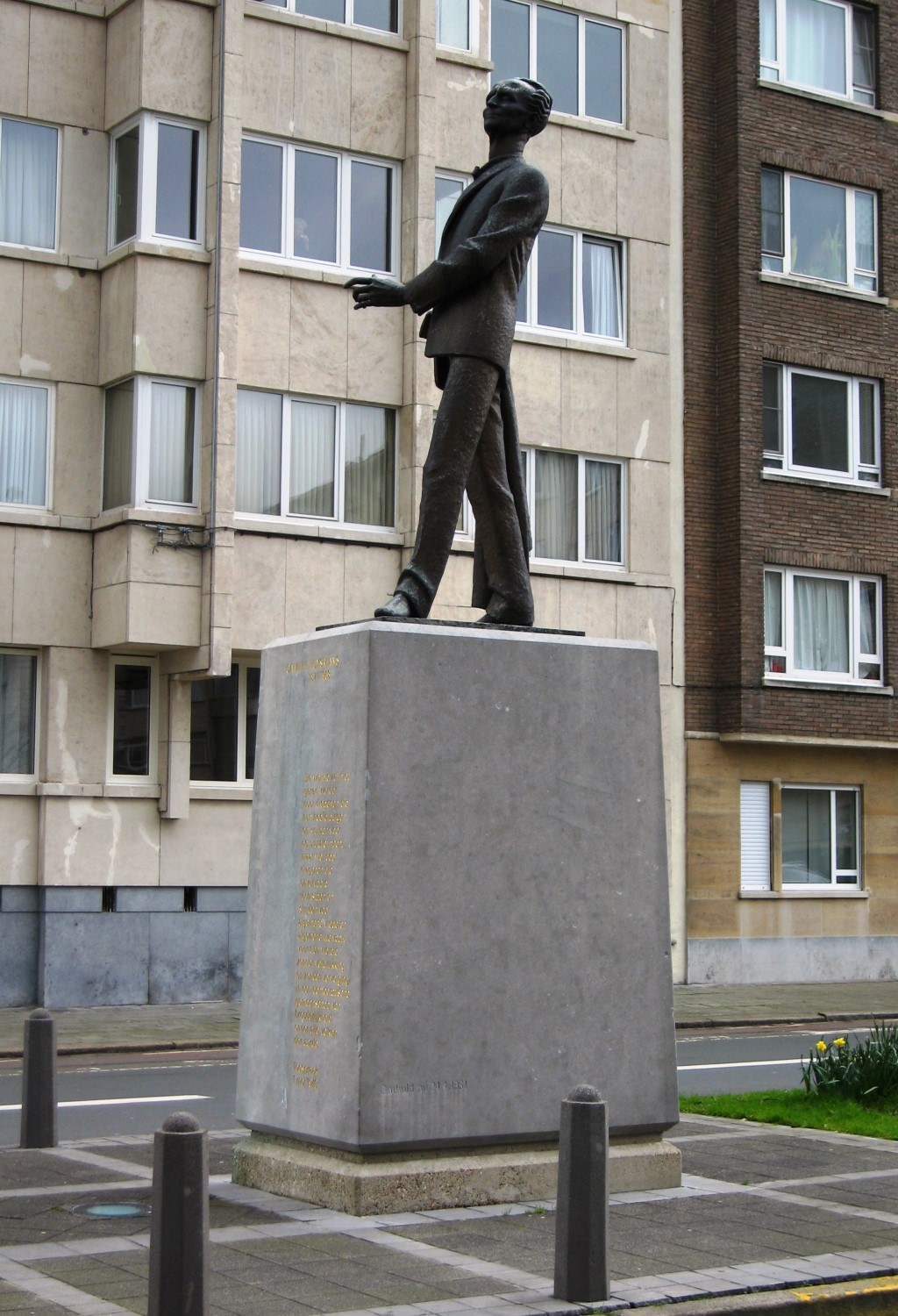
Antwerpen